# Pteroptochos
Pteroptochos és un gènere d'ocells de la família dels rinocríptids (Rhinocryptidae) que agrupa tres espècies que habiten des del nord al sud de Xile, i sobre una franja fronterera adjacent de l'Argentina.

## Distribució i hàbitat
A Xile habiten des del nord àrid (Regió d'Atacama) fins al sud (Regió del Bío-Bío).
A l'Argentina es distribueixen en valls boscoses del cordó andí de la patagònia argentina des del nord-oest de la província del Neuquén, fins al parc nacional Los Glaciares, al sud-oest de la província de Santa Cruz.
Els hàbitats característics van des de zones de matolls àrids amb roques i cactàcies fins al bosc valdivià d'angiospermes sempre verds, de fulles amples i brillants (laurifolies), passant per boscos amb diverses espècies de faigs del sud tant perennes com caducifòlies.

## Característiques
Els ocells d'aquest gènere són de plomatge atractiu, grossos, fan entre 24 i 25 cm. Les cames són llargues i tarsos grossos i forts amb llargues urpes.

### Nidificació
Construeixen els nius en talussos de terrenys, entre roques o a prop d'algun curs d'aigua.

### Alimentació
S'alimenten de petits animals que capturen al terra del bosc, remenant la fullaraca; en fer-ho, solen portar la cua dreta.

## Taxonomia
El gènere Pteroptochos va ser introduït l'any 1830 pel naturalista prussià Heinrich von Kittlitz amb el tapacul gros bigotut com espècie tipus. El nom del gènere combina el grec antic «πτερον, pteron» que significa “ala” i «πτωχος, ptōkhosr» “captaire”, “pobre”.
Els estudis de genètica molecular d'Ericson et al., 2010 confirmen la monofília de la família Rhinocryptidae i suggereixen l'existència de dos grans grups dins d'aquesta, de forma molt general, el format per les espècies més grosses, a què pertany el present, i l'integrat per les espècies menors. Ohlson et al. 2013 proposen la divisió de la família en dues subfamílies. Aquest gènere pertany a una subfamília Rhinocryptinae Wetmore, 1930 (1837), juntament amb Scelorchilus, Liosceles, Psilorhamphus, Acropternis, Rhinocrypta i Teledromas.
P. castaneus i P.tarnii podrien ser coespecifics.
Segons la Classificació del Congrés Ornitològic Internacional (versió 14.2, 2024) aquest gènere està format per tres espècies:
- Pteroptochos castaneus - tapacul gros castany.
- Pteroptochos tarnii - tapacul gros de capell.
- Pteroptochos megapodius - tapacul gros bigotut.